# Sonatine pour clarinette et piano de Milhaud
Pour les articles homonymes, voir Sonatine pour clarinette et piano.
La Sonatine pour clarinette et piano, op. 100, est une œuvre de musique de chambre de Darius Milhaud composée en 1927.

## Présentation
La Sonatine pour clarinette et piano est composée à Aix-en-Provence en 1927,. Dédiée au clarinettiste Louis Cahuzac, l'œuvre est créée à la Société musicale indépendante le 15 mars 1929 à Paris, salle Chopin (Pleyel), par le dédicataire à la clarinette et Marius-François Gaillard au piano,.

## Structure
La Sonatine, d'une durée moyenne d'exécution de neuf minutes environ, est constituée de trois mouvements :
1. Très rude ;
2. Lent, mouvement qui « forme une sorte de repos[2] » ;
3. Très rude.

Pour le musicologue François-René Tranchefort, par rapport à la Sonatine pour flûte et piano, celle pour clarinette « se révèle sans doute une œuvre plus sérieuse, — du moins d'esprit et de moyens plus concentrés ». Notamment, « l'écriture harmonique en est tendue, avec d'âpres dissonances ».
Pour Colin Mason et Edwin Evans, la partition de Milhaud est « l'une de ses œuvres de la fin des années vingt les plus excitantes et les plus violentes sur le plan harmonique, concise et alerte ». Ils relèvent que les deux mouvements extrêmes de la pièce sont « apparentés sur le plan thématique, ce qui donne à cette sonatine l'effet d'un seul long mouvement avec une section médiane lente ».
La partition est publiée par Durand,. Dans le catalogue des œuvres de Darius Milhaud, la Sonatine pour clarinette et piano porte le numéro d'opus 100,.